# Outer Solar System Origins Survey
Outer Solar System Origins Survey «orígenes del sistema solar externo» (OSSOS, por sus siglas en inglés) es un programa de investigación desarrollado para la detección y observación de objetos transneptunianos.
El programa OSSOS tendrá una duración estimada de cuatro años, contando con un total de 560 horas de observación entre los años 2013 y 2016, será dirigido por Brett James Gladman, de la Universidad de Columbia Británica, en Canadá. La finalidad de este programa es encontrar y seguir los miles de objetos transneptunianos utilizando una cámara "MegaPrime" en las instalaciones del Observatorio Canada, Francia, Hawái.